# Kinderbijslag (Duitsland)
De kinderbijslag wordt in Duitsland Kindergeld genoemd. Het is voor een deel bedoeld om het bestaansminimum van kinderen te garanderen en voor een deel is het een beloning voor het vormen van een gezin, wat men in Duitsland "Familienförderung" noemt. De hoogte van het Kindergeld bedraagt anno 2025 per kind per maand € 255. Voor het jaar 2026 is een verhoging gepland naar € 259. Tot en met 2022 was de hoogte per kind per maand oplopend gestaffeld naarmate van het aantal kinderen. Naast het Kindergeld kunnen gezinnen met een laag inkomen een aanvullende Kinderzuschlag (kindertoeslag) aanvragen van maximaal € 297,- per kind per maand (anno 2025).
De Familienkasse heeft in het jaar 2021 in totaal 48,89 miljard euro aan Kindergeld (incl. Kinderzuschlag en eenmalige Kinderbonus) uitgekeerd. Van dit bedrag ging 10,51 miljard (21,50%) naar buitenlandse staatsburgers. In december 2021 is voor 16.689.757 kinderen Kindergeld uitgekeerd, aan 9.954.085 rechthebbende (ouders). Van deze kinderen was 98,03% woonachtig in Duitsland, 1,93% was woonachtig in overige landen van de EU/EER en 0,04% in overige staten.
In 2021 werd in totaal 81,92 miljoen euro aan Kindergeld (incl. Kinderzuschlag en eenmalige Kinderbonus) uitgekeerd aan Nederlandse staatsburgers. In december 2021 is voor 28.379 Nederlandse kinderen Kindergeld uitgekeerd, aan 15.206 rechthebbende met de Nederlandse nationaliteit (ouders). Van deze Nederlandse kinderen was 81,75% woonachtig in Duitsland en 18,25% in het buitenland (hoofdzakelijk Nederland). Van de rechthebbende met de Nederlandse nationaliteit was 83,05% woonachtig in Duitsland en 16,95% in het buitenland (hoofdzakelijk Nederland).

## Rechtsgrondslag
De rechtsgrondslag voor de kinderbijslag is voor de mensen die volledig onder de inkomstenbelasting vallen (EStG). Voor mensen die beperkt belastingplichtig zijn is dat conform §§ 62 ff. EStG, de Bundeskindergeldgesetz (BKGG).

## Hoogte
De kinderbijslag bedraagt in Duitsland volgens § 66 Abs. 1 EStG resp. § 6 Abs. 1 Bundeskindergeldgesetz vanaf 2021 voor het eerste en tweede kind 219 euro per maand, voor het derde kind 225 euro en voor het vierde en volgende kind 250 euro per maand. Dat is dus aanmerkelijk hoger dan de kinderbijslag in Nederland.
Kinderbijslag kan alleen bij de betreffende "Familienkasse" aangevraagd worden, een soort belastingkantoor.

## Bewijs
Het bewijs dat het kind bestaat, kan door een Lebensbescheinigung of een geboorteakte geleverd worden. Het bewijs moet binnen zes maanden na de geboorte van het kind worden getoond en hierin moet de woonplaats van de ouders staan.

## Rechthebbende
In principe zijn ouders of grootouders diegenen die recht hebben op de kinderbijslag. Het kind zelf heeft geen recht op kinderbijslag. Als het kind bij grootouders of pleegouders woont, hebben zij recht op kinderbijslag. Uitsluitend Duitse staatsburgers, burgers uit de EU-landen (of Noorwegen, IJsland of Zwitserland) hebben in Duitsland recht op kinderbijslag. In Duitsland wonende buitenlanders die geen paspoort hebben van een land van de Europese Unie kunnen ook kinderbijslag krijgen als zij een verblijfsvergunning hebben. Verder is een woonplaats in Duitsland een eis, wat in Duitsland “gewöhnlicher Aufenthalt” genoemd wordt.
Personen die in het buitenland wonen, maar in Duitsland onbeperkt belastingplichtig zijn of als belastingplichtige behandeld worden, ontvangen eveneens kinderbijslag. Dit noemt met in Duitsland Unbeschränkt einkommensteuerpflichtig. Voor grensarbeiders geldt in principe dat zij recht hebben op kinderbijslag van het land waar zij werken. Een uitzondering daarop vormt Zwitserland: zodra een verzekeringsplichtige ouder in Duitsland leeft, heeft deze recht op Duitse kinderbijslag.
Wie in het buitenland woont en in Duitsland niet onbeperkt belastingplichtig is, kan kinderbijslag ontvangen als ‘sociale uitkering’ volgens de Duitse federale wet op de kinderbijslag (Bundeskindergeldgesetz), als de ouder
- verplicht verzekerd is bij de Bundesagentur für Arbeit (oftewel sociaal verzekerd is in Duitsland) of
- als ontwikkelingshelper of missionaris werkzaam is of
- als ambtenaar bij een organisatie buiten Duitsland aan hem toegewezen taak uitvoert of
- als echtgeno(o)ote of levenspartner van een NAVO-soldaat in Duitsland woont en de nationaliteit van een EU-/EER-lidstaat heeft of
- in Duitsland werkzaam is of als zelfstandige werkzaam is, of een uitkering volgens de Duitse wettelijke bepalingen ontvangt en in een lidstaat van de Europese Unie of de Economische Ruimte respectievelijk Zwitserland woont.

### Wonen in Nederland, werken in Duitsland
Als beide ouders in Nederland wonen en in Duitsland onbeperkt belastingplichtig en/of sociaal verzekerd zijn, hebben zij recht op het volledige Duitse Kindergeld.
Indien een van beide ouders in Nederland belastingplichtig en/of sociaal verzekerd is, dan hebben de ouders in eerste instantie recht op Nederlandse kinderbijslag (en evt. Nederlands kindgebonden budget). Dit wordt dan aangevuld door de Familienkasse met het Duitse Kindergeld (tot de hoogte van het Duitse Kindergeld).

### Wonen in Duitsland, werken in Nederland
Als beide ouders in Duitsland wonen en in Nederland belastingplichtig en/of sociaal verzekerd zijn, hebben zij recht op de Nederlandse kinderbijslag en kindgebonden budget met aanvulling van het Duitse Kindergeld (tot de hoogte van het Duitse Kindergeld).

#### Een ouder is werkzaam in Nederland en de andere ouder werkt in Duitsland
Indien en van beide ouders in Duitsland belastingplichtig en/of sociaal verzekerd is en de andere ouder in Nederland belastingplichtig en/of sociaal verzekerd is, dan hebben de ouders recht op volledig Duits Kindergeld. De ouders ontvangen geen Nederlandse kinderbijslag en kindgebonden budget.
In de regel hebben beide ouders aanspraak op kinderbijslag/kindergeld. De ene ouder in Duitsland en de andere ouder in Nederland. Er is sprake van samenloop (cumulatie). Wanneer beide ouders werken dan geldt dat Duitsland alwaar het gezin woont en een van de ouders werkt, bij voorrang het Duitse Kindergeld moet uitbetalen. Indien de Nederlandse kinderbijslag + kindgebonden budget hoger is dan het Duitse Kindergeld dan zal Nederland het bedrag aan Nederlandse kinderbijslag en kindgebonden budget verminderen ('opschorten') met het bedrag dat het gezin aan Duits Kindergeld ontvangt. Omdat de Nederlandse kinderbijslag + het kindgebonden budget lager is dan het Duitse kindergeld, hoeft Nederland geen aanvullende kinderbijslag + kindgebonden budget te betalen.

#### Een ouder is werkzaam in Nederland en de andere ouder werkt niet
Wanneer een van beide ouders in Nederland belastingplichtig en/of sociaal verzekerd is en de andere ouder werkt niet en/of is niet verzekerd (zgn. alleenverdienerssituatie), dan hebben de ouders recht op Nederlandse kinderbijslag en kindgebonden budget aangevuld met het Duitse Kindergeld (tot de hoogte van het Duitse Kindergeld).
Hier is de verordening 883/2004 van toepassing. De hoofdregel van deze verordening is dat de in Nederland werkende grensarbeider sociaal verzekerd is in Nederland (werklandbeginsel). Dit geldt ook voor de Nederlandse kinderbijslag. Er bestaat recht op Nederlandse kinderbijslag en kindgebonden budget 'op grond van werken in Nederland'. Gelijktijdig heeft de niet-werkende ouder in Duitsland 'op grond van woonplaats' aanspraak op Duits Kindergeld. In dit geval bestaat er recht op dubbele kinderbijslag. Er is sprake van samenloop. Dit rechtsconflict wordt opgelost door de kinderbijslag op grond van de wetgeving van het werkland (in casu Nederland) met voorrang uit te betalen. Indien het Duitse kindergeld hoger is, dan de Nederlandse kinderbijslag + kindgebonden budget dan zal Duitsland het Duitse Kindergeld verminderen ('opschorten') met het bedrag dat de grensarbeider aan Nederlandse kinderbijslag + kindgebonden budget ontvangt.

#### Beide ouders werken in Nederland en studerende kinderen ouder dan 18 jaar
Wanneer beide ouders in Nederland belastingplichtig en/of sociaal verzekerd zijn en studerende kinderen ouder dan 18 jaar hebben, dan hebben de ouders recht op Duits Kindergeld en de student recht op Nederlandse studiefinanciering.
Beide ouders zijn sociaal verzekerd in Nederland. In Nederland bestaat er voor kinderen ouder dan 18 jaar, ongeacht of zij studeren, geen recht meer op kinderbijslag. De studerende kinderen van 18 jaar en ouder maken in Nederland wel aanspraak op de Nederlandse studiefinanciering. 'Op grond van woonplaats' maken de ouders aanspraak op Duits Kindergeld. Voor studerende kinderen bestaat tot 25 jaar recht op Duits Kindergeld. In de Duitse wetgeving is geregeld dat als het gezin in Duitsland woont en er geen aanspraak bestaat op buitenlandse (in dit geval Nederlandse) kinderbijslag, er toch aanspraak bestaat op het Duitse Kindergeld. Dit is een additioneel Duits recht dat zijn rechtsgrondslag heeft in de Duitse sociale wetgeving. Op grond van de verordening 883/2004 is Duitsland niet verplicht om Duits kindergeld uit te betalen, op basis van de Duitse wetgeving dus wel.
Over het recht op Nederlandse studiefinanciering heeft het Europees Hof van Justitie een uitspraak gedaan (arrest Brigitte Bosmann C-352/06). Het feit dat het Duitse Kindergeld gecumuleerd kan worden met Nederlandse studiefinanciering is niet verboden. Er is in dit geval een dubbele voorziening voor studerende kinderen.

## Familieverhoudingen
Als kinderen gelden de kinderen die in eerste graad met de aanvrager verwant zijn. Dat zijn de eigen en geadopteerde kinderen en kleinkinderen die de aanvrager in zijn gezin heeft opgenomen of een zogenaamd pleegkind, met wie de aanvrager door een soort familieband langdurig verbonden is. De ouders hebben recht op kinderbijslag, niet de kinderen. Een uitzondering is er voor volle wezen of als het onbekend is waar de ouders zijn. De aanspraak op kinderbijslag kan door de ouders op het kind worden overgedragen, zodat zij zelf de kinderbijslag kunnen aanvragen.
De aanvragers ontvangen Kindergeld voor de volgende kinderen:
| Kinderen                              | Omschrijving |
| ------------------------------------- | --- |
| Dochters en zonen                     | Kinderen die in de eerste graad verwant zijn. |
| Geadopteerde kinderen                 | Kinderen die zijn geadopteerd. |
| Stiefkinderen                         | Kinderen van de echtgenote of echtgenoot die door de stiefouder in huis zijn genomen. |
| Kinderen van de echtgenoot/echtgenote | Kinderen van de geregistreerde levenspartner die door de andere levenspartner is huis zijn genomen. |
| Kleinkinderen                         | Kleinkinderen die door de grootouders in huis zijn genomen. |
| Pleegkinderen                         | Pleegkinderen, wanneer aan de volgende wettelijke voorwaarden zijn voldaan: Het pleegkind en de pleegouder(s) een langdurige relatie hebben in een gezinsverband en de pleegouder(s) het kind niet in huis heeft/hebben genomen om er geld mee te verdienen (bijvoorbeeld als opvangmoeder). Het pleegkind moet net als een eigen kind tot het gezin behoren. Er mag geen nauwere band zijn met de biologische ouders dan met de pleegouders. |
| Broers en zussen                      | De eigen broers en zussen die in huis zijn genomen, indien zij niet als pleegkinderen worden beschouwd. |

## Woonplaats van het kind
Uitsluitend kinderen met een woonplaats in Duitsland, de Europese Unie of de Europese gemeenschap hebben recht op kinderbijslag. Er bestaan echter uitzonderingen:

### Vermiste kinderen
Ouders hebben recht op kinderbijslag zolang het kind vermist is. Deze regeling geldt tot het voltooien van het 18e levensjaar. Deze regeling geldt ook bij internationale kindontvoering, zoals wanneer een kind door een van de ouders meegenomen wordt (ontvoert) naar het buitenland. Bij ontvoering van het kind naar het buitenland woont het kind niet meer in Duitsland, als het er op gaat lijken dat het kind niet meer zal terugkeren. Hiermee vervalt een van de eisen van de kinderbijslag, maar ook bij een langere afwezigheid van het kind blijft de Duitse woonplaats behouden en daarmee blijft het kind deel uitmaken van het gezin van de in Duitsland wonende ouder, zolang deze in ieder geval voldoende stappen onderneemt om de terugkeer van het kind mogelijk te maken.

## Leeftijdsgrenzen

### Tot 18 jaar
Kinderbijslag wordt betaald tot het voltooien van het 18e levensjaar. Bij minderjarige kinderen speelt het geen rol of het kind eigen inkomen heeft.

### Werklozen 18 t/m 21 jaar
Als de werkloze geen baan heeft en als werkzoekend is ingeschreven bij het arbeidsbureau (Agentur für Arbeit) of bij een andere voor een uitkering (Arbeitslosengeld II) verantwoordelijke organisatie (Arbeitsgemeinschaft/Kommune), dan kan de kinderbijslag tot het voltooien van het 21e levensjaar doorlopen.

### Schoolgaanden en jongeren in opleiding of op zoek naar een opleiding tot 25 jaar
Als iemand nog naar school gaat of studeert, kunnen de ouders tot het voltooien van het 25e jaar van hun kind kinderbijslag krijgen. De kinderbijslag wordt ook doorbetaald als er tussenperioden zijn tussen de ene en de andere opleiding, zolang die tussenperioden niet langer dan vier maanden duren.
Zolang hun kind is ingeschreven als "zoekende naar een opleiding", kunnen de ouders tot het voltooien van het 25e jaar van hun kind kinderbijslag krijgen.

### Gehandicapte kinderen: geen leeftijdsgrenzen
Voor gehandicapte kinderen die zich door hun handicap niet zelf kunnen onderhouden is er ook recht op kinderbijslag, zonder leeftijdsgrenzen. Die handicap moet voor het einde van het 27e levensjaar zijn begonnen (§ 52 Abs. 40 EStG).

### Verschuiving van de leeftijdsgrenzen
In uitzonderingen wordt conform § 32 Abs. 5 EStG nog na het 25e levensjaar kinderbijslag betaald. Dat is het geval indien iemand tijdens de opleiding opgeroepen wordt voor een soort (sociale) dienstplicht of ontwikkelingshulp.

### Vroeger geldende leeftijdsgrenzen
De vroeger geldende leeftijdsgrens van 27 jaar is volgens § 52 Abs. 40 Satz 7 EStG in stappen afgebouwd naar 25 jaar:
- Geboortejaar tot 1981: Kinderbijslag tot en met de voltooiing van het 27e levensjaar.
- Geboortejaar 1982: Kinderbijslag tot en met de voltooiing van het 26e levensjaar.
- Geboortejaar vanaf 1983: Kinderbijslag tot en met het 25e jaar.

Met de wijziging van de leeftijdsgrenzen vervalt voor de betrokkenen ook de mogelijkheid van een extra toeslag conform het ambtenarenrecht.

## Inkomensberekening vanaf 18 jaar
| Jaar        | Inkomensgrenzen |
| ----------- | --------------- |
| t/m 2001    | DM 14.040       |
| 2002 - 2003 | € 7.188         |
| 2004 - 2009 | € 7.680         |
| 2010 - 2011 | € 8.004         |
| vanaf 2012  | (onbegrensd)    |

Eigen inkomsten (en Eigene Bezüge) van een kind konden t/m 2011 leiden tot een vermindering van de aanspraak op kinderbijslag (zie bovenstaande tabel).
De inkomensgrens werd in 2012 opgeheven. Tot en met 2011 gold er een jaarlijkse inkomensgrens (§ 32 Abs. 4 Satz 2 Einkommensteuergesetz). Deze bedroeg in 2010/2011 8.004 euro. Indien het recht op kinderbijslag nog gedurende een deel van het jaar bestond, dan werd de inkomensgrens naar volle kalendermaanden berekend.
Tot de eigen inkomsten van een kind behoorden alle inkomsten van het kind. Inkomsten zijn belastingplichtige bedragen, winst of verliezen uit een van de 7 soorten belastinginkomsten. Eigene Bezüge zijn alle inkomsten in geld of in natura, voor zover die niet reeds in de belastbare inkomsten opgenomen zijn; van deze inkomsten kan een belastingdrempel van 180 euro afgetrokken worden.
Als de eigen inkomsten van het kind na aftrek van de bovengenoemde bijdragen hoger zijn dan de inkomensgrenzen bestond er geen recht op kinderbijslag: de voor het lopende jaar reeds ontvangen kinderbijslag moest volledig terugbetaald worden. Werkte het kind echter in een periode tussen twee opleidingen, dan kon gedurende deze tijd geen aanspraak gedaan worden op kinderbijslag, zodat het inkomen uit deze periode niet in de berekening van de kinderbijslag van de overige maanden meegenomen werd.

### Van het inkomen af te trekken bedragen
Kosten voor wettelijk verplichte sociale verzekeringen zoals wanneer het kind deel is van een gezinsverzekering. Het werkt op dezelfde manier voor particuliere ziektekostenverzekeringen.
Bijdrage aan een zogenaamde Riester-pensioenverzekering moeten ook van het inkomen afgetrokken worden.
Bij de inkomsten uit niet zelfstandige arbeid is er een aftrek van 920 euro mogelijk voor verwervingskosten, tenzij er nog hogere verwervingskosten bewijsbaar zijn.

## Manier van aanvragen
Kindergeld kan uitsluitend schriftelijk aangevraagd worden. Een recht op kinderbijslag bestaat voor elke maand, waarin minstens 1 dag aan de voorwaarden is voldaan. Het recht verjaart vier jaar na het ontstaan. Bij de aanvraag voor gehandicapte kinderen ouder dan 27 jaar is onder andere een verklaring van een arts nodig over het begin van de handicap.
De Familienkasse van het Arbeidsbureau onderzoekt periodiek of er nog recht bestaat op kinderbijslag en of het juiste bedrag betaald wordt. Bij ambtenaren doet de afdeling personeelszaken van de betreffende dienst dit onderzoek.
Volgens de wet § 60 (Sozialgesetzbuch I) is de kinderbijslagontvanger verplicht wijzigingen te melden.
Aanvraagformulieren kunnen worden gedownload van de site van de Duitse Arbeitsagentur. Deze formulieren zijn ook in de Nederlandse taal beschikbaar. Behalve het aanvraagformulier moet per kind een bijlage (Anlage) worden ingevuld. Deze bijlage, ook in de Nederlandse taal, kan op de website van de Duitse Arbeitsagentur worden gedownload. Bij de aanvraag moet een kopie van de ID-kaart of het paspoort van het kind worden meegestuurd. Voor grensarbeiders die in Nederland wonen is de Familienkasse Rheinland-Pfalz-Saarland verantwoordelijk.

## Van de kinderbijslag afhankelijke vergoedingen
Aan de kinderbijslag zijn meerdere toeslagen verbonden. Wie per kalenderjaar voor minstens een maand kinderbijslag krijgt, heeft ook aanspraak op de extra vergoedingen bij de Riester-Rente. Hetzelfde geldt voor de extra vergoeding als onderdeel van de toeslag voor eigenaren van een woning (Eigenheimzulage).
Voor elke maand waarin kinderbijslag betaald wordt, krijgen ambtenaren en volgens BAT betaalde werknemers (een soort trendvolgers, zoals docenten) een toeslag bovenop hun woontoeslag. Ambtenaren krijgen daarbovenop nog de gezinstoeslag (Familienzuschlag). Sinds de invoering van het TVöD wordt een kindertoeslag voor ambtenaren (Arbeitnehmern im öffentlichen Dienst) alleen nog betaald voor kinderen die voor 1 januari 2006 geboren zijn.
In het grootste deel van Duitsland wordt overgeschakeld van het BAT-vergoedingssysteem op het TV-L systeem. Dit laatste systeem heeft geen toeslag meer voor kinderen.
Aan hogescholen in Beieren hoeven kinderen van ouders die voor minstens 3 kinderen recht hebben op kinderbijslag geen collegegeld te betalen.

## Belastingvrijstelling (Kinderfreibetrag)

Belastingvoordeel door kindervrijstellingen in vergelijking tot het Kindergeld (stand 2016)

Duitsland is in Europa het enige land, waarbij de kinderbijslag in eerste instantie tot de wettelijk gegarandeerde vrijstelling van het bestaansminimum van de belastingbetaler behoort. Het Finanzamt (Duitse belastingdienst) onderzoekt in het kader van de inkomensbelasting, per belastingplichtige, of de aftrek van de zogenaamde “Kinderfreibeträge” (kindervrijstelling/kinderaftrek) in de inkomstenbelasting gunstiger is dan de kinderbijslag (Günstigerprüfung; onderzoek naar het hoogste belastingvoordeel). Als dat het geval is, dan wordt de belastingplichtige het meerdere uitbetaald. In het omgekeerde geval blijft het bij de kinderbijslag.
Bij ouders met een hoog belastinginkomen is de aftrek van de kindervrijstelling (Kinderfreibetrag) voordeliger dan de kinderbijslag; bij ouders met een laag belastinginkomen is de kinderbijslag voordeliger.
Sinds 2004 bestaat er al recht op de belastingaftrek als er recht is op kinderbijslag, onafhankelijk van het feit of het ook daadwerkelijk uitbetaald wordt; sinds 2007 worden ook buitenlandse (bijvoorbeeld Nederlandse) rechten op kinderbijslag meegeteld.
Het Bundesverfassungsgericht heeft deze praktijk goedgekeurd: De wetgever kan de belastingvrijstelling van het bestaansminimum ook door de betaling van de kinderbijslag waarborgen. Daardoor is alleen dat gedeelte van de kinderbijslag, dat hoger is als de belastingaftrek (Kinderfreibetrag), een echte bevoordeling van gezinnen. Dit aandeel van de „echte“ bevoordeling van gezinnen zakt met een toenemend inkomen: bij een belastbaar inkomen van ongeveer 27.000 euro is voor belastingplichtigen nog maar een derde. Het is volledig verdwenen bij een belastbaar inkomen van ongeveer 63.500 euro bij getrouwden met 1 kind. Bij eenoudergezinnen ligt de grens bij ongeveer ca. 33.500 euro (2010).

## Onderhoudsverplichting (alimentatie)
Kinderbijslag is volgens § 1612b BGB voor het levensonderhoud van het kind. Dit betekent dat het te betalen bedrag volgens de alimentatie (onderhoudsverplichting) verminderd kan worden met de kinderbijslag; het bedrag dat al door de staat in het levensonderhoud van het kind wordt bijgedragen.
Leeft het minderjarige kind bij een ouder (waarbij de onderhoudsplicht van de andere ouder door verzorging van het kind wordt ingevuld); § 1606 Abs. 3 Satz 2: De ouder, die een minderjarig ongehuwd kind verzorgd, vervult hiermee de onderhoudsverplichting, door in het onderhoud van het kind bij te dragen, in de regel door de verzorging en opvoeding van het kind), hierdoor hoeft de andere ouder maar de helft van de onderhoudskosten aan de ander ouder te betalen, § 1612b Abs. I Nr. 1 BGB.
In alle andere gevallen wordt de kinderbijslag volledig toegerekend als onderdeel van de onderhoudskosten, § 1612b Abs. I Nr. 2 BGB.

## Kinderzuschlag (kindertoeslag)
Kinderzuschlag (Nederlands: Kindertoeslag) is een aanvullende uitkering op het Duitse Kindergeld voor gezinnen met een klein inkomen. Er is recht op Kinderzuschlag als wordt voldaan als onderstaande cumulatieve voorwaarden:
- het kind tot hetzelfde huishouden hoort als de rechthebbende, jonger is dan 25 jaar en ongehuwd is of niet leeft in een geregistreerd partnerschap; en
- de rechthebbende Kindergeld voor het kind ontvangt; en
- het inkomen van de rechthebbende samen met de Kinderzuschlag zo hoog is dat de rechthebbende geen recht heeft op een bijstandsuitkering naar Duitse normen (m.a.w. het maandelijkse inkomen van de rechthebbende moet ten minste gelijk zijn aan het bestaansminimum); en
- het bruto-inkomen van de rechthebbende ten minste € 900,- (ouderparen) of € 600,- (alleenstaande ouders) bedraagt en niet hoger is dan de maximale inkomensgrens (de maximale inkomensgrens wordt voor elk gezin afzonderlijk berekend. Dat hangt onder meer af van de kosten van levensonderhoud naar Duitse normen); en
- het vermogen van het gezamenlijke huishouden (Bedarfsgemeinschaft) bij een tweepersoonhuishouden niet meer bedraagt dan € 90.000 en bij een driepersoonshuishouden niet meer bedraagt dan € 120.000 (bij elke extra huisgenoot stijgt de vermogensgrens met € 30.000);en
- de kosten van het gezin door de uitbetaling van de Kinderzuschlag gedekt worden en er dus geen recht op een werkloosheidsuitkering / sociale uitkeringen bestaat.[14][15]

Hoogte
De Kinderzuschlag wordt voor elk kind afzonderlijk berekend. De rechthebbende ontvangt in 2022 maandelijks maximaal € 209,- per kind. In 2021 was het maximum € 205 per kind.

## Kinderbijslag en WW (Arbeitslosengeld II)
De kinderbijslag wordt bij de ontvangers van WW (Arbeitslosengeld II) tot het inkomen gerekend, als het niet voor de kinderen zelf voor hun eigen levensonderhoud nodig is. Dat is bijvoorbeeld het geval als het kind voldoende eigen inkomsten heeft. Deze regeling geldt alleen voor minderjarige kinderen, zo dat bij volwassen kinderen de kinderbijslag altijd tot het inkomen van de ouders gerekend wordt. Voor volwassen kinderen is er echter een uitzondering in § 1 Abs. 1 Nr. 8 Alg II-V (Verordnung zum Arbeitslosengeld II). Leven volwassen kinderen niet in het gezin van de werkloze en wordt de betaalde kinderbijslag bewijsbaar aan hen doorgegeven, dan wordt het niet als inkomen gerekend.

### Eenmalig bedrag van 100 euro in het jaar 2009
In 2009 was er (in het kader van een conjuctuurstimulering een eenmalige toeslag op de kinderbijslag van 100 euro per kind. Dit was voor alle kinderen die in 2009 kinderbijslag kregen.

### Kritiek
- Wijze van uitbetaling: De kinderbijslag wordt voor het grootste deel via de inkomstenbelasting geregeld. Echter voor de uitbetaling zijn niet de ambtenaren van het ministerie van financiën verantwoordelijk, maar de zogenaamde Familienkassen en voor de ambtenaren is het de werkgever. Fraude door dubbele uitbetaling is daardoor mogelijk.[17] Sommige betalingen zijn vertraagd en foutgevoelig.[18]
- Vrijwilligerswerk: Kinderen die meerdere maanden of jaren vrijwilligerswerk doen, bijvoorbeeld als bestuurslid van een studentenvereniging, krijgen geen kinderbijslag. Met uitzondering van kinderen die deelnemen aan een vrijwillig sociaal of ecologisch jaar.
- Inkomensgrenzen: Bij het overschrijden van de inkomensgrens stopt de kinderbijslag abrupt en moet zelfs over de afgelopen periode terugbetaald worden.

## Kinderbonus (2020 en 2021)
In de jaren 2020 en 2021 kregen de rechthebbende van het Kindergeld voor elk kind een aanvullende Kinderbonus. Deze bonus was een economische stimuleringsmaatregel vanwege de gevolgen van de coronapandemie. In 2020 kregen gezinnen een Kinderbonus van € 300,- per kind, in 2021 kregen gezinnen een Kinderbonus van € 150 per kind.
Het geld werd echter wel verrekend met het Kinderfreibetrag, bij het indienen van de belastingaangifte. Dit betekende dat hoe hoger het inkomen van de ouders was, hoe minder er overbleef van de bonus na de belastingaangifte. Het volledige bedrag van de € 300,- (in 2020) bleef alleen over als getrouwde ouders met één kind een jaarinkomen hadden van niet meer dan € 67.800. Van een inkomen vanaf ongeveer € 85.900 hielden deze ouders niets meer over van de bonus.

## Historische ontwikkeling

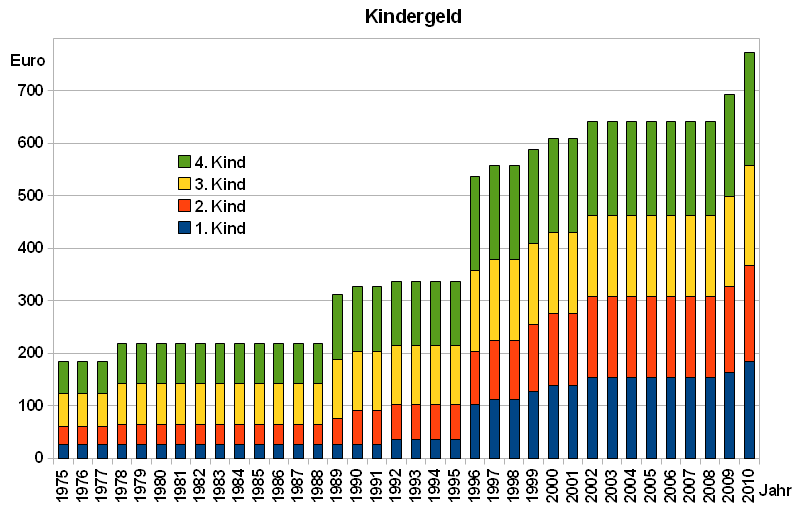
Grafische weergave kinderbijslagontwikkeling 1975-2010

De kinderbijslag werd in Duitsland onder het nationaalsocialisme bekend onder de naam Kinderbeihilfe voor Arische gezinnen ingevoerd. In september 1935 kregen kinderrijke gezinnen daarbovenop nog een eenmalige toeslag. Vanaf april 1936 werd een maandelijkse toeslag ingevoerd. Gezinnen van werknemers met een maandelijks inkomen beneden de 185 Reichsmark kregen vanaf het vijfde kind maandelijks 10 Reichsmark. Vanaf 1938 werd deze toeslag reeds vanaf het derde kind gegeven.
Vanaf 1954 begonnen de werkgevers voor het derde en elk daaropvolgende kind een kinderbijslag van 25 DM te betalen. Vanaf 1955 werd dit ook aan werklozen uitbetaald. Vanaf 1961 werd er reeds voor het tweede kind kinderbijslag betaald. Dat vanaf nu door de staat werd gefinancierd en door de toenmalige Bundesanstalt für Arbeit uitbetaald. Na een reorganisatie werd na 1964 de Bundesanstalt verantwoordelijk.
Vanaf 1975 is er ook kinderbijslag voor het eerste kind. Tegelijkertijd werd een belastingaftrek voor kinderen afgeschaft. Die belastingaftrek werd echter in 1983 weer ingevoerd. Ondanks stapsgewijze verhogingen van de belastingaftrek werd het bestaansminimum van kinderen gedeeltelijk via de belasting uitbetaald.
Dat veranderde in 1996, toen het bestaansminimum voor kinderen van belasting werd vrijgesteld.
Begin 1988 besloot het Bundessozialgericht in Kassel, dat ook pleegouders recht hadden op kinderbijslag voor de aan hen toevertrouwde kinderen. Ook als zij, de pleegouders, al door de Jugendamt geld voor de kinderen kregen (pleeggeld, kleedgeld en zakgeld) (Az.: 10 RKg 5/85).
| Jaar              | Ontwikkeling van de kinderbijslag per kind | Ontwikkeling van de kinderbijslag per kind | Ontwikkeling van de kinderbijslag per kind | Ontwikkeling van de kinderbijslag per kind | Ontwikkeling van de kinderbijslag per kind | Ontwikkeling van de kinderbijslag per kind | Ontwikkeling van de kinderbijslag per kind |
| Jaar              | 1e kind                                    | 2e kind                                    | 3e kind                                    | Volgende kind                              |                                            | Kinderfreibetrag (per kind/jaar)           | Inkomensgrens kind                         |
| ----------------- | ------------------------------------------ | ------------------------------------------ | ------------------------------------------ | ------------------------------------------ | ------------------------------------------ | ------------------------------------------ | ------------------------------------------ |
| 1975              | € 26 (50 DM)                               | € 36 (70 DM)                               | € 61 (120 DM)                              | € 61 (120 DM)                              | -                                          | -                                          | -                                          |
| 1976 ... 1977     | € 26 (50 DM)                               | € 36 (70 DM)                               | € 61 (120 DM)                              | € 61 (120 DM)                              | -                                          | -                                          | -                                          |
| 1978              | € 26 (50 DM)                               | € 41 (78 DM)                               | € 77 (150 DM)                              | € 77 (150 DM)                              | -                                          | -                                          | -                                          |
| 1989              | € 26 (50 DM)                               | € 51 (100 DM)                              | € 112 (220 DM)                             | € 123 (240 DM)                             | en                                         | € 1.270 (2484 DM)                          | -                                          |
| 1990 (vanaf juli) | € 26 (50 DM)                               | € 66 (130 DM)                              | € 112 (220 DM)                             | € 123 (240 DM)                             | en                                         | € 1.546 (3.024 DM)                         | -                                          |
| 1991              | 26 (50 DM)                                 | € 66 (130 DM)                              | € 112 (220 DM)                             | 123 (240 DM)                               | en                                         | € 1.546 (3.024 DM)                         | -                                          |
| 1992              | € 36 (70 DM)                               | € 66 (130 DM)                              | € 112 (220 DM)                             | 123 (240 DM)                               | en                                         | € 2.098 (4.104 DM)                         | -                                          |
| 1993              | € 36 (70 DM)                               | € 66 (130 DM)                              | € 112 (220 DM)                             | € 123 (240 DM)                             | en                                         | € 2.098 (4.104 DM)                         | -                                          |
| 1994              | € 36 (70 DM)                               | € 66 (130 DM)                              | € 112 (220 DM)                             | € 123 (240 DM)                             | en                                         | € 2098 (4.104 DM)                          | -                                          |
| 1995              | € 36 (70 DM)                               | € 66 (130 DM)                              | € 112 (220 DM)                             | € 123 (240 DM)                             | en                                         | € 2098 (4.104 DM)                          | -                                          |
| 1996              | € 102 (200 DM)                             | € 102 (200 DM)                             | € 153 (300 DM)                             | € 179 (350 DM)                             | of                                         | € 3.203 (6.264 DM)                         | -                                          |
| 1997              | € 112 (220 DM)                             | € 112 (220 DM)                             | € 153 (300 DM)                             | € 179 (350 DM)                             | of                                         | € 3.534 (6.912 DM)                         | -                                          |
| 1998              | € 112 (220 DM)                             | € 112 (220 DM)                             | € 153 (300 DM)                             | € 179 (350 DM)                             | of                                         | € 3.534 (6.912 DM)                         | -                                          |
| 1999              | € 128 (250 DM)                             | € 128 (250 DM)                             | € 153 (300 DM)                             | € 179 (350 DM)                             | of                                         | € 3.534 (6.912 DM)                         | -                                          |
| 2000              | € 138 (270 DM)                             | € 138 (270 DM)                             | € 153 (300 DM)                             | € 179 (350 DM)                             | of                                         | € 5.080 (9.936 DM)                         | -                                          |
| 2001              | € 138 (270 DM)                             | € 138 (270 DM)                             | € 153 (300 DM)                             | € 179 (350 DM)                             | of                                         | € 5.080 (9.936 DM)                         | -                                          |
| 2002 t/m 2008     | € 154                                      | € 154                                      | € 154                                      | € 179                                      | of                                         | € 5.808                                    | € 7.188                                    |
| 2009              | € 164                                      | € 164                                      | € 170                                      | € 195                                      | of                                         | € 6.024                                    | € 7.680                                    |
| 2010              | € 184                                      | € 184                                      | € 190                                      | € 215                                      | of                                         | € 7.008                                    | € 8.004                                    |
| 2012              | € 184                                      | € 184                                      | € 190                                      | € 215                                      | of                                         | € 7.008                                    | Grens vervallen                            |
| 2015              | € 188                                      | € 188                                      | € 194                                      | € 219                                      | of                                         | € 7.152                                    | Grens vervallen                            |
| 2016              | € 190                                      | € 190                                      | € 196                                      | € 221                                      | of                                         | € 7.248                                    | Grens vervallen                            |
| 2017              | € 192                                      | € 192                                      | € 198                                      | € 223                                      | of                                         | € 7.356                                    | Grens vervallen                            |
| 2018              | € 194                                      | € 194                                      | € 200                                      | € 225                                      | of                                         | € 7.428                                    | Grens vervallen                            |
| 2019 (vanaf juli) | € 204                                      | € 204                                      | € 210                                      | € 235                                      | of                                         | € 7.620                                    | Grens vervallen                            |
| 2020              | € 204                                      | € 204                                      | € 210                                      | € 235                                      | of                                         | € 7.812                                    | Grens vervallen                            |
| 2021              | € 219                                      | € 219                                      | € 225                                      | € 250                                      | of                                         | € 8.388                                    | Grens vervallen                            |
| 2022              | € 219                                      | € 219                                      | € 225                                      | € 250                                      | of                                         | € 8.548                                    | Grens vervallen                            |
| 2023              | € 250                                      | € 250                                      | € 250                                      | € 250                                      | of                                         | € 8.952                                    | Grens vervallen                            |
| 2024              | € 250                                      | € 250                                      | € 250                                      | € 250                                      | of                                         | € 9.540                                    | Grens vervallen                            |
| 2025              | € 255                                      | € 255                                      | € 255                                      | € 255                                      | of                                         | € 9.600                                    | Grens vervallen                            |
| 2026              | € 259                                      | € 259                                      | € 259                                      | € 259                                      | of                                         | € 9.756                                    | Grens vervallen                            |

- „En“= Kinderbijslag en belastingaftrek (vrijstelling) is opgeteld; 
 „Of“=Of er wordt alleen kinderbijslag of belastingaftrek berekend, afhankelijk van wat voor de aanvragers het voordeligste is.

Welk kind het eerste, tweede, derde of volgende kind is, is afhankelijk van wanneer een kind geboren is. Het oudste kind is steeds het eerste kind. Door kinderen uit andere (vroegere) verhoudingen kan dit veranderen.

## Vergelijk met Nederland
| Leeftijd                     | Kinderbijslag per kind in 2025 | Kinderbijslag per kind in 2025 | Kinderbijslag per kind in 2025 | Kinderbijslag per kind in 2025 |
| Leeftijd                     | Duitsland                      | Nederland                      |                                | Verschil                       |
| ---------------------------- | ------------------------------ | ------------------------------ | ------------------------------ | ------------------------------ |
| Per maand                    |                                |                                |                                |                                |
| 0 t/m 5 jaar                 | € 255                          | € 95,48                        |                                | € 159,52                       |
| 6 t/m 11 jaar                | € 255                          | € 115,94                       | € 139,06                       |                                |
| 12 t/m 17 jaar               | € 255                          | € 136,4                        | € 118,6                        |                                |
| 18 t/m 24 jaar (schoolgaand) | € 255                          | € 0                            | € 255                          |                                |
| Per kwartaal                 |                                |                                |                                |                                |
| 0 t/m 5 jaar                 | € 765                          | € 286,45                       |                                | € 478,55                       |
| 6 t/m 11 jaar                | € 765                          | € 347,83                       | € 417,17                       |                                |
| 12 t/m 17 jaar               | € 765                          | € 409,21                       | € 355,79                       |                                |
| 18 t/m 24 jaar (schoolgaand) | € 765                          | € 0                            | € 765                          |                                |
| Per jaar                     |                                |                                |                                |                                |
| 0 t/m 5 jaar                 | € 3.060                        | € 1.145,8                      |                                | € 1.914,2                      |
| 6 t/m 11 jaar                | € 3.060                        | € 1.391,32                     | € 1.668,68                     |                                |
| 12 t/m 17 jaar               | € 3.060                        | € 1.636,84                     | € 1.423,16                     |                                |
| 18 t/m 24 jaar (schoolgaand) | € 3.060                        | € 0                            | € 3.060                        |                                |

## Belastbaarheid Kindergeld in Nederland
Het Duitse Kindergeld behoort met ingang van 1 januari 2021 ingevolge artikel 3.104, onderdeel q, van de Wet IB 2001 niet tot de te belasten inkomsten in Nederland. 
Tot 1 januari 2015 bestond binnen de Nederlandse inkomstenbelastingaangifte, de mogelijkheid tot aftrek van de kosten van levensonderhoud voor kinderen onder 21 jaar. Gevolg van de onbelastbaarheid van het Duitse Kindergeld was dat op grond van artikel 6.14, eerste lid, onderdeel a, van de Wet IB 2001 geen recht bestond op deze aftrek van levensonderhoud van kinderen waarvoor Duits Kindergeld werd ontvangen.

## Statistieken
In onderstaande tabellen staan de belangrijkste statistieken van het uitbetaalde Kindergeld per jaar.

### Rechthebbende
| Jaar (dec.) | Totaal     |           | Staatsburgerschap | Staatsburgerschap | Staatsburgerschap | Staatsburgerschap  |                    | Recht op basis van wet | Recht op basis van wet | Recht op basis van wet | Recht op basis van wet |
| Jaar (dec.) | Totaal     | Duits     | Duits             | Buitenlands       | Buitenlands       | Inkomstenbelasting | Inkomstenbelasting | Bundeskindergeldgesetz | Bundeskindergeldgesetz |                        |                        |
| Jaar (dec.) | Totaal     | Aantal    | in %              | Aantal            | in %              | Aantal             | in %               | Aantal                 | in %                   |                        |                        |
| ----------- | ---------- | --------- | ----------------- | ----------------- | ----------------- | ------------------ | ------------------ | ---------------------- | ---------------------- | ---------------------- | ---------------------- |
| 2022        | 10.243.574 |           | 8.311.162         | 81,14%            | 1.932.412         | 18,86%             |                    | 10.200.477             | 99,58%                 | 43.097                 | 0,42%                  |
| 2021        | 9.954.085  | 8.148.590 | 81,86%            | 1.805.495         | 18,14%            | 9.910.457          | 99,56%             | 43.628                 | 0,44%                  |                        |                        |
| 2020        | 9.729.948  | 7.968.079 | 81,89%            | 1.761.869         | 18,11%            | 9.686.733          | 99,56%             | 43.215                 | 0,44%                  |                        |                        |
| 2019        | 9.507.337  | 7.802.354 | 82,07%            | 1.704.983         | 17,93%            | 9.465.062          | 99,56%             | 42.275                 | 0,44%                  |                        |                        |
| 2018        | 9.299.143  | 7.669.629 | 82,48%            | 1.629.514         | 17,52%            | 9.259.142          | 99,57%             | 40.001                 | 0,43%                  |                        |                        |
| 2017        | 9.029.137  | 7.502.422 | 83,09%            | 1.526.715         | 16,91%            | 8.995.821          | 99,63%             | 33.316                 | 0,37%                  |                        |                        |
| 2016        | 8.918.838  | 7.507.889 | 84,18%            | 1.410.949         | 15,82%            | 8.886.785          | 99,64%             | 32.053                 | 0,36%                  |                        |                        |
| 2015        | 8.828.091  | 7.559.854 | 85,63%            | 1.268.237         | 14,37%            | 8.801.275          | 99,70%             | 26.816                 | 0,30%                  |                        |                        |
| 2014        | 8.825.561  | 7.609.282 | 86,22%            | 1.216.279         | 13,78%            | 8.797.510          | 99,68%             | 28.051                 | 0,32%                  |                        |                        |
| 2013        | 8.761.901  | 7.618.615 | 86,95%            | 1.143.286         | 13,05%            | 8.737.208          | 99,72%             | 24.693                 | 0,28%                  |                        |                        |
| 2012        | 8.802.078  | 7.684.163 | 87,30%            | 1.117.915         | 12,70%            | 8.773.530          | 99,68%             | 28.548                 | 0,32%                  |                        |                        |
| 2011        | 8.761.441  | 7.675.897 | 87,61%            | 1.085.544         | 12,39%            | 8.733.956          | 99,69%             | 27.485                 | 0,31%                  |                        |                        |

### Kinderen
| Jaar (dec.) | Totaal     |            | Staatsburgerschap | Staatsburgerschap | Staatsburgerschap | Staatsburgerschap  |                    | Recht op basis van wet | Recht op basis van wet | Recht op basis van wet | Recht op basis van wet |
| Jaar (dec.) | Totaal     | Duits      | Duits             | Buitenlands       | Buitenlands       | Inkomstenbelasting | Inkomstenbelasting | Bundeskindergeldgesetz | Bundeskindergeldgesetz |                        |                        |
| Jaar (dec.) | Totaal     | Aantal     | in %              | Aantal            | in %              | Aantal             | in %               | Aantal                 | in %                   |                        |                        |
| ----------- | ---------- | ---------- | ----------------- | ----------------- | ----------------- | ------------------ | ------------------ | ---------------------- | ---------------------- | ---------------------- | ---------------------- |
| 2022        | 17.194.922 |            | 13.595.183        | 79,07%            | 3.599.739         | 20,93%             |                    | 17.127.449             | 99,61%                 | 67.473                 | 0,39%                  |
| 2021        | 16.689.757 | 13.296.228 | 79,67%            | 3.393.529         | 20,33%            | 16.621.957         | 99,59%             | 67.800                 | 0,41%                  |                        |                        |
| 2020        | 16.273.189 | 12.969.666 | 79,70%            | 3.303.523         | 20,30%            | 16.206.445         | 99,59%             | 66.744                 | 0,41%                  |                        |                        |
| 2019        | 15.835.307 | 12.651.265 | 79,89%            | 3.184.042         | 20,11%            | 15.770.984         | 99,59%             | 64.323                 | 0,41%                  |                        |                        |
| 2018        | 15.456.836 | 12.416.500 | 80,33%            | 3.040.336         | 19,67%            | 15.396.062         | 99,61%             | 60.774                 | 0,39%                  |                        |                        |
| 2017        | 14.971.601 | 12.125.314 | 80,99%            | 2.846.287         | 19,01%            | 14.920.864         | 99,66%             | 50.737                 | 0,34%                  |                        |                        |
| 2016        | 14.718.161 | 12.112.727 | 82,30%            | 2.605.434         | 17,70%            | 14.668.967         | 99,67%             | 49.194                 | 0,33%                  |                        |                        |
| 2015        | 14.547.808 | 12.198.060 | 83,85%            | 2.349.748         | 16,15%            | 14.505.993         | 99,71%             | 41.815                 | 0,29%                  |                        |                        |
| 2014        | 14.533.346 | 12.272.984 | 84,45%            | 2.260.362         | 15,55%            | 14.489.265         | 99,70%             | 44.081                 | 0,30%                  |                        |                        |
| 2013        | 14.419.480 | 12.282.873 | 85,18%            | 2.136.607         | 14,82%            | 14.380.120         | 99,73%             | 39.360                 | 0,27%                  |                        |                        |
| 2012        | 14.503.389 | 12.401.662 | 85,51%            | 2.101.727         | 14,49%            | 14.457.895         | 99,69%             | 45.494                 | 0,31%                  |                        |                        |
| 2011        | 14.387.457 | 12.344.077 | 85,80%            | 2.043.380         | 14,20%            | 14.343.089         | 99,69%             | 44.368                 | 0,31%                  |                        |                        |

| Jaar (dec.) | Totaal     |            | Woonplaats | Woonplaats               | Woonplaats               | Woonplaats     | Woonplaats     | Woonplaats |         | Aanspraak op basis van | Aanspraak op basis van | Aanspraak op basis van | Aanspraak op basis van | Aanspraak op basis van | Aanspraak op basis van | Aanspraak op basis van | Aanspraak op basis van |
| Jaar (dec.) | Totaal     | Duitsland  | Duitsland  | Europese Unie/ EER-staat | Europese Unie/ EER-staat | Overige staten | Overige staten | 1e kind    | 1e kind | 2e kind                | 2e kind                | 3e kind                | 3e kind                | volgende kinderen      | volgende kinderen      |                        |                        |
| Jaar (dec.) | Totaal     | Aantal     | in %       | Aantal                   | in %                     | Aantal         | in %           | Aantal     | in %    | Aantal                 | in %                   | Aantal                 | in %                   | Aantal                 | in %                   |                        |                        |
| ----------- | ---------- | ---------- | ---------- | ------------------------ | ------------------------ | -------------- | -------------- | ---------- | ------- | ---------------------- | ---------------------- | ---------------------- | ---------------------- | ---------------------- | ---------------------- | ---------------------- | ---------------------- |
| 2022        | 17.194.922 |            | 16.870.438 | 98,11%                   | 318.131                  | 1,85%          | 6.353          | 0,04%      |         | 10.179.325             | 59,20%                 | 5.140.996              | 29,90%                 | 1.384.641              | 8,05%                  | 489.960                | 2,85%                  |
| 2021        | 16.689.757 | 16.361.440 | 98,03%     | 321.346                  | 1,93%                    | 6.971          | 0,04%          | 9.890.941  | 59,26%  | 4.975.540              | 29,81%                 | 1.341.877              | 8,04%                  | 481.399                | 2,88%                  |                        |                        |
| 2020        | 16.273.189 | 15.943.126 | 97,97%     | 322.269                  | 1,98%                    | 7.794          | 0,05%          | 9.667.972  | 59,41%  | 4.833.349              | 29,70%                 | 1.301.071              | 8,00%                  | 470.797                | 2,89%                  |                        |                        |
| 2019        | 15.835.307 | 15.517.750 | 97,99%     | 309.805                  | 1,96%                    | 7.752          | 0,05%          | 9.447.319  | 59,66%  | 4.680.255              | 29,56%                 | 1.253.693              | 7,92%                  | 454.040                | 2,87%                  |                        |                        |
| 2018        | 15.456.836 | 15.165.520 | 98,12%     | 284.290                  | 1,84%                    | 7.026          | 0,05%          | 9.241.479  | 59,79%  | 4.554.143              | 29,46%                 | 1.217.946              | 7,88%                  | 443.268                | 2,87%                  |                        |                        |
| 2017        | 14.971.601 | 14.722.164 | 98,33%     | 243.097                  | 1,62%                    | 6.340          | 0,04%          | 8.974.286  | 59,94%  | 4.397.949              | 29,38%                 | 1.174.489              | 7,84%                  | 424.877                | 2,84%                  |                        |                        |
| 2016        | 14.718.161 | 14.480.422 | 98,38%     | 232.061                  | 1,58%                    | 5.678          | 0,04%          | 8.865.632  | 60,24%  | 4.317.163              | 29,33%                 | 1.136.305              | 7,72%                  | 399.061                | 2,71%                  |                        |                        |
| 2015        | 14.547.808 | 14.389.639 | 98,91%     | 153.139                  | 1,05%                    | 5.030          | 0,04%          | 8.775.941  | 60,32%  | 4.269.664              | 29,35%                 | 1.115.019              | 7,66%                  | 387.184                | 2,66%                  |                        |                        |
| 2014        | 14.533.346 | 14.367.284 | 98,86%     | 160.773                  | 1,11%                    | 5.289          | 0,04%          | 8.775.472  | 60,38%  | 4.266.842              | 29,36%                 | 1.108.615              | 7,63%                  | 382.417                | 2,63%                  |                        |                        |
| 2013        | 14.419.480 | 14.296.217 | 99,15%     | 119.020                  | 0,83%                    | 4.243          | 0,03%          | 8.711.187  | 60,41%  | 4.234.599              | 29,37%                 | 1.097.104              | 7,61%                  | 376.590                | 2,61%                  |                        |                        |
| 2012        | 14.503.389 | 14.379.328 | 99,14%     | 115.561                  | 0,80%                    | 8.501          | 0,06%          | 8.752.049  | 60,34%  | 4.264.177              | 29,40%                 | 1.106.716              | 7,63%                  | 380.448                | 2,62%                  |                        |                        |
| 2011        | 14.387.457 | 14.283.899 | 99,28%     | 96.644                   | 0,67%                    | 6.915          | 0,05%          | 8.713.933  | 60,57%  | 4.212.762              | 29,28%                 | 1.087.074              | 7,56%                  | 373.688                | 2,60%                  |                        |                        |

### Uitbetaalde bedragen
In onderstaande tabellen zijn de uitbetaalde bedragen per jaar weergegeven.

In de jaren 2020 en 2021 zijn de uitbetaalde bedragen flink hoger dan de jaren ervoor. Dat komt door de eenmalige jaarlijkse Kinderbonus van respectievelijk € 300 (2020) en € 150 (2021) per kind, die is uitgekeerd in 2020 en 2021.
In 2022 keerde de Familienkasse in totaal € 49.207.025.953 uit aan Kindergeld (incl. Kinderzuschlag en Kinderbonus). Hiervan ging 78,01% naar Duitse staatsburgers (€ 38.384.425.000) en 21,99% naar buitenlandse staatsburgers (€ 10.822.601.000). In 1996 ging er nog 11,99% van het Kindergeld naar buitenlandse staatsburgers, in de jaren 1996-2022 is dit percentage geleidelijk opgelopen richting 21,99%.
| Jaar | Totaal    |            | Soort uitkering | Soort uitkering | Soort uitkering | Soort uitkering |        | Staatsburgerschap | Staatsburgerschap | Staatsburgerschap | Staatsburgerschap | Staatsburgerschap | Staatsburgerschap | Staatsburgerschap | Staatsburgerschap | Staatsburgerschap | Staatsburgerschap | Staatsburgerschap | Staatsburgerschap | Staatsburgerschap |
| Jaar | Totaal    | Kindergeld | Kindergeld      | Kinderzuschlag  | Kinderzuschlag  | Duits           | Duits  | Duits             | Duits             | Duits             | Duits             |                   | Buitenlands       | Buitenlands       | Buitenlands       | Buitenlands       | Buitenlands       | Buitenlands       |                   |                   |
| Jaar | Totaal    | Bedrag     | in %            | Bedrag (€)      | in %            | Totaal          | Totaal | Kindergeld        | Kindergeld        | Kinderzuschlag    | Kinderzuschlag    | Totaal            | Totaal            | Kindergeld        | Kindergeld        | Kinderzuschlag    | Kinderzuschlag    |                   |                   |                   |
| Jaar | Totaal    | Bedrag     | in %            | Bedrag (€)      | in %            | Bedrag          | in %   | Bedrag            | in %              | Bedrag            | in %              | Bedrag            | in %              | Bedrag            | in %              | Bedrag            | in %              |                   |                   |                   |
| ---- | --------- | ---------- | --------------- | --------------- | --------------- | --------------- | ------ | ----------------- | ----------------- | ----------------- | ----------------- | ----------------- | ----------------- | ----------------- | ----------------- | ----------------- | ----------------- | ----------------- | ----------------- | ----------------- |
| 2022 | 49,21 mld |            | 47,92 mld       | 97,38%          | 1.286,86 mln    | 2,62%           |        | 38,38 mld         | 78,01%            | 37,70 mld         | 98,23%            | 678,33 mln        | 1,77%             |                   | 10,82 mld         | 21,99%            | 10,22 mld         | 94,46%            | 608,53 mln        | 5,55%             |
| 2021 | 48,89 mld | 47,63 mld  | 97,40%          | 1.269,41 mln    | 2,60%           | 38,38 mld       | 78,50% | 37,67 mld         | 98,14%            | 713,42 mln        | 1,86%             | 10,51 mld         | 21,50%            | 9,96 mld          | 94,71%            | 555,99 mln        | 5,29%             |                   |                   |                   |
| 2020 | 46,67 mld | 45,66 mld  | 97,84%          | 1.008,84 mln    | 2,16%           | 36,74 mld       | 78,72% | 36,15 mld         | 98,40%            | 589,41 mln        | 1,60%             | 9,93 mld          | 21,28%            | 9,51 mld          | 95,78%            | 419,43 mln        | 4,22%             |                   |                   |                   |
| 2019 | 39,22 mld | 38,78 mld  | 98,87%          | 444,71 mln      | 1,13%           | 30,97 mld       | 78,96% | 30,72 mld         | 99,19%            | 249,52 mln        | 0,81%             | 8,25 mld          | 21,04%            | 8,06 mld          | 97,63%            | 195,19 mln        | 2,37%             |                   |                   |                   |
| 2018 | 37,33 mld | 36,93 mld  | 98,93%          | 398,97 mln      | 1,07%           | 29,53 mld       | 79,11% | 29,29 mld         | 99,19%            | 239,72 mln        | 0,81%             | 7,80 mld          | 20,89%            | 7,64 mld          | 97,96%            | 159,25 mln        | 2,04%             |                   |                   |                   |
| 2017 | 36,31 mld | 35,90 mld  | 98,86%          | 412,71 mln      | 1,14%           | 28,98 mld       | 79,81% | 28,71 mld         | 99,08%            | 265,64 mln        | 0,92%             | 7,33 mld          | 20,19%            | 7,18 mld          | 97,99%            | 147,07 mln        | 2,01%             |                   |                   |                   |
| 2016 | 35,53 mld | 35,21 mld  | 99,08%          | 325,46 mln      | 0,92%           | 28,76 mld       | 80,95% | 28,55 mld         | 99,25%            | 216,30 mln        | 0,75%             | 6,77 mld          | 19,05%            | 6,66 mld          | 98,39%            | 109,15 mln        | 1,61%             |                   |                   |                   |
| 2015 | 34,64 mld | 34,34 mld  | 99,13%          | 301,53 mln      | 0,87%           | 28,68 mld       | 82,80% | 28,48 mld         | 99,29%            | 203,87 mln        | 0,71%             | 5,96 mld          | 17,20%            | 5,86 mld          | 98,36%            | 97,66 mln         | 1,64%             |                   |                   |                   |
| 2014 | 33,81 mld | 33,47 mld  | 98,99%          | 341,92 mln      | 1,01%           | 28,31 mld       | 83,73% | 28,08 mld         | 99,18%            | 233,41 mln        | 0,82%             | 5,50 mld          | 16,27%            | 5,39 mld          | 98,03%            | 108,50 mln        | 1,97%             |                   |                   |                   |
| 2013 | 33,68 mld | 33,31 mld  | 98,90%          | 370,07 mln      | 1,10%           | 28,46 mld       | 84,50% | 28,21 mld         | 99,11%            | 253,28 mln        | 0,89%             | 5,22 mld          | 15,50%            | 5,10 mld          | 97,76%            | 116,79 mln        | 2,24%             |                   |                   |                   |
| 2012 | 33,76 mld | 33,37 mld  | 98,84%          | 390,87 mln      | 1,16%           | 27,71 mld       | 85,02% | 28,44 mld         | 99,07%            | 267,54 mln        | 0,93%             | 5,06 mld          | 14,98%            | 4,94 mld          | 97,56%            | 123,34 mln        | 2,44%             |                   |                   |                   |
| 2011 | 33,61 mld | 33,21 mld  | 98,81%          | 400,68 mln      | 1,19%           | 28,69 mld       | 85,36% | 28,42 mld         | 99,04%            | 275,22 mln        | 0,96%             | 4,92 mld          | 14,64%            | 4,80 mld          | 97,45%            | 125,46 mln        | 2,55%             |                   |                   |                   |

| Jaar | Totaal     |            | Soort uitkering | Soort uitkering | Soort uitkering | Soort uitkering |        | Staatsburgerschap | Staatsburgerschap | Staatsburgerschap | Staatsburgerschap |
| Jaar | Totaal     | Kindergeld | Kindergeld      | Kinderzuschlag  | Kinderzuschlag  | Duits           | Duits  | Buitenlands       | Buitenlands       |                   |                   |
| Jaar | Totaal     | Bedrag     | in %            | Bedrag (€)      | in %            | Bedrag          | in %   | Bedrag            | in %              |                   |                   |
| ---- | ---------- | ---------- | --------------- | --------------- | --------------- | --------------- | ------ | ----------------- | ----------------- | ----------------- | ----------------- |
| 2022 | 49.207.026 |            | 47.920,162      | 97,38%          | 1.286.864       | 2,62%           |        | 38.384.425        | 80,01%            | 10.822.601        | 21,99%            |
| 2021 | 48.894.956 | 47.625.547 | 97,40%          | 1.269.409       | 2,60%           | 38.380.633      | 78,50% | 10.514.323        | 21,50%            |                   |                   |
| 2020 | 46.668.408 | 45.659.568 | 97,84%          | 1.008.840       | 2,16%           | 36.738.654      | 78,72% | 9.929.754         | 21,28%            |                   |                   |
| 2019 | 39.221.521 | 38.776.813 | 98,87%          | 444.708         | 1,13%           | 30.969.242      | 78,96% | 8.252.279         | 21,04%            |                   |                   |
| 2018 | 37.326.918 | 36.927.946 | 98,93%          | 398.972         | 1,07%           | 29.529.564      | 79,11% | 7.797.354         | 20,89%            |                   |                   |
| 2017 | 36.310.851 | 35.898.141 | 98,86%          | 412.710         | 1,14%           | 28.979.955      | 79,81% | 7.330.896         | 20,19%            |                   |                   |
| 2016 | 35.533.096 | 35.207.638 | 99,08%          | 325.458         | 0,92%           | 28.764.310      | 80,95% | 6.768.786         | 19,05%            |                   |                   |
| 2015 | 34.640.871 | 34.339.343 | 99,13%          | 301.528         | 0,87%           | 28.683.535      | 82,80% | 5.957.336         | 17,20%            |                   |                   |
| 2014 | 33.814.334 | 33.472.419 | 98,99%          | 341.915         | 1,01%           | 28.314.158      | 83,73% | 5.500.176         | 16,27%            |                   |                   |
| 2013 | 33.683.807 | 33.313.739 | 98,90%          | 370.068         | 1,10%           | 28.463.255      | 84,50% | 5.220.552         | 15,50%            |                   |                   |
| 2012 | 33.764.200 | 33.373.327 | 98,84%          | 390.873         | 1,16%           | 28.705.483      | 85,02% | 5.058.717         | 14,98%            |                   |                   |
| 2011 | 33.613.767 | 33.213.089 | 98,81%          | 400.678         | 1,19%           | 28.693.085      | 85,36% | 4.920.682         | 14,64%            |                   |                   |
| 2010 | 33.941.678 | 33.534.038 | 98,80%          | 407.640         | 1,20%           | 29.036.176      | 85,55% | 4.905.502         | 14,45%            |                   |                   |
| 2009 | 32.112.331 | 31.742.630 | 98,85%          | 369.701         | 1,15%           | 27.540.774      | 85,76% | 4.571.557         | 14,24%            |                   |                   |
| 2008 | 28.885.822 | 28.739.528 | 99,49%          | 146.294         | 0,51%           | 24.830.653      | 85,96% | 4.055.169         | 14,04%            |                   |                   |
| 2007 | 29.261.813 | 29.150.282 | 99,62%          | 111.531         | 0,38%           | 25.185.741      | 86,07% | 4.076.072         | 13,93%            |                   |                   |
| 2006 | 29.787.437 | 29.648.818 | 99,53%          | 138.619         | 0,47%           | 25.730.548      | 86,38% | 4.056.889         | 13,62%            |                   |                   |
| 2005 | 29.324.625 | 29.221.148 | 99,65%          | 103.477         | 0,35%           | 25.407.113      | 86,64% | 3.917.512         | 13,36%            |                   |                   |
| 2004 | 29.019.944 | 29.019.944 | 100,00%         | –               | 0,00%           | 25.218.189      | 86,90% | 3.801.755         | 13,10%            |                   |                   |
| 2003 | 28.879.744 | 28.879.744 | 100,00%         | –               | 0,00%           | 25.151.442      | 87,09% | 3.728.302         | 12,91%            |                   |                   |
| 2002 | 28.831.436 | 28.831.436 | 100,00%         | –               | 0,00%           | 25.155.375      | 87,25% | 3.676.061         | 12,75%            |                   |                   |
| 2001 | 25.940.900 | 25.940.900 | 100,00%         | –               | 0,00%           | 22.677.446      | 87,42% | 3.263.454         | 12,58%            |                   |                   |
| 2000 | 25.626.882 | 25.626.882 | 100,00%         | –               | 0,00%           | 22.463.176      | 87,65% | 3.163.706         | 12,35%            |                   |                   |
| 1999 | 23.750.593 | 23.750.593 | 100,00%         | –               | 0,00%           | 20.791.182      | 87,54% | 2.959.411         | 12,46%            |                   |                   |
| 1998 | 20.928.086 | 20.928.086 | 100,00%         | –               | 0,00%           | 18.335.320      | 87,61% | 2.592.766         | 12,39%            |                   |                   |
| 1997 | 20.690.368 | 20.690.368 | 100,00%         | –               | 0,00%           | 18.191.654      | 87,92% | 2.498.714         | 12,08%            |                   |                   |
| 1996 | 18.809.454 | 18.809.454 | 100,00%         | –               | 0,00%           | 16.553.697      | 88,01% | 2.255.757         | 11,99%            |                   |                   |
| 1995 | 8.685.015  | 8.685.015  | 100,00%         | –               | 0,00%           | 7.544.443       | 86,87% | 1.140.572         | 13,13%            |                   |                   |
| 1994 | 8.477.242  | 8.477.242  | 100,00%         | –               | 0,00%           | 7.376.006       | 87,01% | 1.101.236         | 12,99%            |                   |                   |
| 1993 | 8.516.430  | 8.516.430  | 100,00%         | –               | 0,00%           | 7.347.588       | 86,28% | 1.168.842         | 13,72%            |                   |                   |
| 1992 | 8.540.943  | 8.540.943  | 100,00%         | –               | 0,00%           | 7.394.378       | 86,58% | 1.146.565         | 13,42%            |                   |                   |
| 1991 | 7.956.965  | 7.956.965  | 100,00%         | –               | 0,00%           | 6.891.119       | 86,60% | 1.065.846         | 13,40%            |                   |                   |
| 1990 | 5.812.489  | 5.812.489  | 100,00%         | –               | 0,00%           | 4.904.395       | 84,38% | 908.094           | 15,62%            |                   |                   |
| 1985 | 5.573.439  | 5.573.439  | 100,00%         | –               | 0,00%           | 4.691.614       | 84,18% | 881.825           | 15,82%            |                   |                   |
| 1980 | 6.847.783  | 6.847.783  | 100,00%         | –               | 0,00%           | 5.840.998       | 85,30% | 1.006.785         | 14,70%            |                   |                   |
| 1975 | 5.895.195  | 5.895.195  | 100,00%         | –               | 0,00%           | 5.193.703       | 88,10% | 701.492           | 11,90%            |                   |                   |

### Kinderzuschlag (kindertoeslag)
| Jaar (dec.) | Totaal |            | Rechthebbende | Rechthebbende | Rechthebbende | Rechthebbende | Rechthebbende | Rechthebbende | Rechthebbende | Rechthebbende   | Rechthebbende   | Rechthebbende          | Rechthebbende          | Rechthebbende | Rechthebbende | Rechthebbende |
| Jaar (dec.) | Totaal | Werknemers | Werknemers    | Werklozen     | Werklozen     | Zelfstandigen | Zelfstandigen | Landbouwers   | Landbouwers   | Gepensioneerden | Gepensioneerden | Alimentatie ontvangers | Alimentatie ontvangers | Overige       | Overige       |               |
| Jaar (dec.) | Totaal | Aantal     | in %          | Aantal        | in %          | Aantal        | in %          | Aantal        | in %          | Aantal          | in %            | Aantal                 | in %                   | Aantal        | in %          |               |
| ----------- | ------ | ---------- | ------------- | ------------- | ------------- | ------------- | ------------- | ------------- | ------------- | --------------- | --------------- | ---------------------- | ---------------------- | ------------- | ------------- | ------------- |
| 2015        | 54.201 |            | 21.342        | 39,4%         | 3.068         | 5,7%          | 1.141         | 2,1%          | 3             | 0,006%          | 1.289           | 2,4%                   | 20                     | 0,0%          | 27.338        | 50,4%         |
| 2014        | 63.947 | 27.018     | 42,3%         | 3.954         | 6,2%          | 1.362         | 2,1%          | 7             | 0,011%        | 1.494           | 2,3%            | 33                     | 0,1%                   | 30.079        | 47,0%         |               |
| 2013        | 68.397 | 30.473     | 44,6%         | 4.225         | 6,2%          | 1.406         | 2,1%          | 4             | 0,006%        | 1.652           | 2,4%            | 55                     | 0,1%                   | 30.582        | 44,7%         |               |
| 2012        | 76.307 | 35.976     | 47,1%         | 4.448         | 5,8%          | 1.511         | 2,0%          | 3             | 0,004%        | 1.863           | 2,4%            | 58                     | 0,1%                   | 32.448        | 42,5%         |               |
| 2011        | 81.186 | 40.372     | 49,7%         | 4.061         | 5,0%          | 1.558         | 1,9%          | 3             | 0,004%        | 1.837           | 2,3%            | 65                     | 0,1%                   | 33.290        | 41,0%         |               |

### Kindergeld m.b.t. Nederlanders
Onderstaande tabellen geven het uitbetaalde Kindergeld aan Nederlanders weer, eveneens als het aantal rechthebbende en aantal kinderen met een Nederlands staatsburgerschap, die Kindergeld hebben ontvangen.
In 2022 werd in totaal 76,82 miljoen euro aan Kindergeld (incl. Kinderzuschlag en eenmalige Kinderbonus) uitgekeerd aan Nederlandse staatsburgers. In december 2022 is voor 27.050 Nederlandse kinderen Kindergeld uitgekeerd, aan 14.523 rechthebbende met de Nederlandse nationaliteit (ouders). Van deze Nederlandse kinderen was 82,45% woonachtig in Duitsland en 17,55% in het buitenland (hoofdzakelijk Nederland). Van de rechthebbende met de Nederlandse nationaliteit was 83,52% woonachtig in Duitsland en 16,48% in het buitenland (hoofdzakelijk Nederland).
| Jaar | Uitbetaalde bedragen aan rechthebbende in € | Uitbetaalde bedragen aan rechthebbende in € | Uitbetaalde bedragen aan rechthebbende in € | Uitbetaalde bedragen aan rechthebbende in € | Uitbetaalde bedragen aan rechthebbende in € |               | Rechthebbende | Rechthebbende | Rechthebbende | Rechthebbende | Rechthebbende |
| Jaar | Totaal                                      |                                             | Recht op basis van wet                      | Recht op basis van wet                      | Recht op basis van wet                      | Totaal (dec.) | Woonplaats    | Woonplaats    | Woonplaats    | Woonplaats    |               |
| Jaar | Totaal                                      | Kindergeld                                  | Kindergeld                                  | Kinder- zuschlag                            | Duitsland                                   | Duitsland     | Buitenland    | Buitenland    |               |               |               |
| Jaar | Totaal                                      | EStG                                        | BKGG                                        | Kinder- zuschlag                            | Aantal                                      | Aantal        | in %          | Aantal        | in %          |               |               |
| ---- | ------------------------------------------- | ------------------------------------------- | ------------------------------------------- | ------------------------------------------- | ------------------------------------------- | ------------- | ------------- | ------------- | ------------- | ------------- | ------------- |
| 2022 | 76.822.342,04                               |                                             | 71.734.148,04                               | 2.737.711,00                                | 2.350.483,00                                |               | 14.523        | 12.129        | 83,52%        | 2.394         | 16,48%        |
| 2021 | 81.924.734,05                               | 76.556.180,05                               | 3.046.486,00                                | 2.322.068,00                                | 15.206                                      | 12.628        | 83,05%        | 2.578         | 16,95%        |               |               |
| 2020 | 81.831.278,54                               | 76.878.844,07                               | 3.081.739,00                                | 1.870.695,47                                | 15.561                                      | 12.901        | 82,91%        | 2.660         | 17,09%        |               |               |
| 2019 | 70.927.490,72                               | 67.138.924,72                               | 2.684.109,00                                | 1.104.457,00                                | 15.597                                      | 12.971        | 83,16%        | 2.626         | 16,84%        |               |               |
| 2018 | 69.898.401,04                               | 66.461.152,93                               | 2.509.786,00                                | 927.462,11                                  | 15.725                                      | 13.054        | 83,01%        | 2.671         | 16,99%        |               |               |
| 2017 | 70.183.849,71                               | 66.947.166,71                               | 2.345.901,00                                | 890.782,00                                  | 15.835                                      | 13.107        | 82,77%        | 2.728         | 17,23%        |               |               |
| 2016 | 71.036.275,68                               | 68.080.967,68                               | 2.333.453,00                                | 621.855,00                                  | 16.294                                      | 13.386        | 82,15%        | 2.908         | 17,85%        |               |               |
| 2015 | 70.101.099,32                               | 67.759.620,56                               | 1.850.419,00                                | 491.059,76                                  | 15.826                                      | 13.098        | 82,76%        | 2.728         | 17,24%        |               |               |
| 2014 | 67.414.179,83                               | 65.378.570,25                               | 1.551.975,00                                | 483.634,58                                  | 15.511                                      | 12.928        | 83,35%        | 2.583         | 16,65%        |               |               |
| 2013 | 61.855.241,76                               | 59.886.570,76                               | 1.414.231,00                                | 554.440,00                                  | 14.339                                      | 12.285        | 85,68%        | 2.054         | 14,32%        |               |               |
| 2012 | 61.074.936,16                               | 59.237.830,82                               | 1.334.167,00                                | 502.938,34                                  | 14.531                                      | 12.276        | 84,48%        | 2.255         | 15,52%        |               |               |
| 2011 | 61.318.615,51                               | 59.651.084,81                               | 1.181.879,20                                | 485.651,50                                  | 14.528                                      | 12.311        | 84,74%        | 2.217         | 15,26%        |               |               |

| Jaar (dec.) | Kinderen | Kinderen  | Kinderen   | Kinderen   | Kinderen   | Kinderen   | Kinderen | Kinderen         | Kinderen         | Kinderen         | Kinderen         | Kinderen          | Kinderen         | Kinderen         |
| Jaar (dec.) | Totaal   |           | Woonplaats | Woonplaats | Woonplaats | Woonplaats |          | Aanspraak o.b.v. | Aanspraak o.b.v. | Aanspraak o.b.v. | Aanspraak o.b.v. | Aanspraak o.b.v.  | Aanspraak o.b.v. | Aanspraak o.b.v. |
| Jaar (dec.) | Totaal   | Duitsland | Duitsland  | Buitenland | Buitenland | 1e kind    | 2e kind  | 3e kind          | 4e kind          | 5e kind          | 6e kind          | volgende kinderen |                  |                  |
| Jaar (dec.) | Aantal   | Aantal    | in %       | Aantal     | in %       | 1e kind    | 2e kind  | 3e kind          | 4e kind          | 5e kind          | 6e kind          | volgende kinderen |                  |                  |
| ----------- | -------- | --------- | ---------- | ---------- | ---------- | ---------- | -------- | ---------------- | ---------------- | ---------------- | ---------------- | ----------------- | ---------------- | ---------------- |
| 2022        | 27.050   |           | 22.303     | 82,45%     | 4.747      | 17,55%     |          | 14.456           | 8.522            | 2.892            | 835              | 233               | 70               | 42               |
| 2021        | 28.379   |           | 23.201     | 81,75%     | 5.178      | 18,25%     |          | 15.145           | 8.986            | 3.047            | 856              | 225               | 77               | 43               |
| 2020        | 29.075   | 23.685    | 81,46%     | 5.390      | 18,54%     | 15.494     | 9.246    | 3.119            | 869              | 227              | 75               | 45                |                  |                  |
| 2019        | 28.981   | 23.635    | 81,55%     | 5.346      | 18,45%     | 15.530     | 9.224    | 3.070            | 830              | 224              | 69               | 34                |                  |                  |
| 2018        | 29.149   | 23.742    | 81,45%     | 5.407      | 18,55%     | 15.649     | 9.255    | 3.086            | 838              | 222              | 65               | 34                |                  |                  |
| 2017        | 29.250   | 23.811    | 81,41%     | 5.439      | 18,59%     | 15.762     | 9.281    | 3.083            | 822              | 202              | 64               | 36                |                  |                  |
| 2016        | 30.290   | 24.392    | 80,53%     | 5.898      | 19,47%     | 16.219     | 9.742    | 3.186            | 843              | 210              | 64               | 26                |                  |                  |
| 2015        | 29.428   | 23.803    | 80,89%     | 5.625      | 19,11%     | 15.745     | 9.501    | 3.092            | 810              | 190              | 61               | 29                |                  |                  |
| 2014        | 28.775   | 23.423    | 81,40%     | 5.352      | 18,60%     | 15.436     | 9.289    | 3.007            | 771              | 178              | 63               | 31                |                  |                  |
| 2013        | 26.530   | 22.268    | 83,94%     | 4.262      | 16,06%     | 14.267     | 8.525    | 2.781            | 712              | 161              | 59               | 25                |                  |                  |
| 2012        | 27.039   | 22.293    | 82,45%     | 4.746      | 17,55%     | 14.469     | 8.705    | 2.862            | 737              | 174              | 65               | 27                |                  |                  |
| 2011        | 26.983   | 22.315    | 82,70%     | 4.668      | 17,30%     | 14.462     | 8.691    | 2.847            | 727              | 170              | 58               | 28                |                  |                  |

### Kindergeld naar staatsburgerschap
| Staatsburgerschap rechthebbende | Uitbetaalde bedragen aan rechthebbende in € | Uitbetaalde bedragen aan rechthebbende in € | Uitbetaalde bedragen aan rechthebbende in € | Uitbetaalde bedragen aan rechthebbende in € | Uitbetaalde bedragen aan rechthebbende in € |               | Rechthebbende | Rechthebbende | Rechthebbende | Rechthebbende | Rechthebbende |
| Staatsburgerschap rechthebbende | Totaal                                      |                                             | Recht op basis van wet                      | Recht op basis van wet                      | Recht op basis van wet                      | Totaal (dec.) | Woonplaats    | Woonplaats    | Woonplaats    | Woonplaats    |               |
| Staatsburgerschap rechthebbende | Totaal                                      | Kindergeld                                  | Kindergeld                                  | Kinder- zuschlag                            | Duitsland                                   | Duitsland     | Buitenland    | Buitenland    |               |               |               |
| Staatsburgerschap rechthebbende | Totaal                                      | EStG                                        | BKGG                                        | Kinder- zuschlag                            | Aantal                                      | Aantal        | in %          | Aantal        | in %          |               |               |
| ------------------------------- | ------------------------------------------- | ------------------------------------------- | ------------------------------------------- | ------------------------------------------- | ------------------------------------------- | ------------- | ------------- | ------------- | ------------- | ------------- | ------------- |
| Duitsland                       | 38.380.632.652,76                           |                                             | 37.620.290.769,42                           | 46.924.273,00                               | 713.417.610,34                              |               | 8.148.590     | 8.133.939     | 99,82%        | 14.651        | 0,18%         |
| Algerije                        | 12.471.840,10                               | 11.096.154,10                               | 51.755,00                                   | 1.323.931,00                                | 1.723                                       | 1.712         | 99,36%        | 11            | 0,64%         |               |               |
| België                          | 15.428.265,53                               | 14.364.869,53                               | 608.727,00                                  | 454.669,00                                  | 3.077                                       | 2.402         | 78,06%        | 675           | 21,94%        |               |               |
| Bosnië en Herzegovina           | 173.466.659,26                              | 169.027.693,48                              | 58.264,00                                   | 4.380.701,78                                | 34.626                                      | 34.608        | 99,95%        | 18            | 0,05%         |               |               |
| Bulgarije                       | 366.005.450,64                              | 341.672.240,21                              | 555.876,00                                  | 23.777.334,43                               | 66.737                                      | 65.606        | 98,31%        | 1.131         | 1,69%         |               |               |
| Canada                          | 2.619.941,50                                | 2.577.624,50                                | 0,00                                        | 42.317,00                                   | 532                                         | 530           | 99,62%        | 2             | 0,38%         |               |               |
| Cyprus                          | 818.878,77                                  | 803.939,77                                  | 0,00                                        | 14.939,00                                   | 165                                         | 163           | 98,79%        | 2             | 1,21%         |               |               |
| Denemarken                      | 8.825.713,66                                | 8.486.189,66                                | 185.548,00                                  | 153.976,00                                  | 1.689                                       | 1.557         | 92,18%        | 132           | 7,82%         |               |               |
| Estland                         | 5.160.878,99                                | 4.987.733,99                                | 9.505,00                                    | 163.640,00                                  | 1.062                                       | 1.027         | 96,70%        | 35            | 3,30%         |               |               |
| Finland                         | 6.466.844,75                                | 6.359.766,75                                | 34.239,00                                   | 72.839,00                                   | 1.250                                       | 1.223         | 97,84%        | 27            | 2,16%         |               |               |
| Frankrijk                       | 111.705.935,20                              | 69.872.167,20                               | 40.465.501,00                               | 1.368.267,00                                | 22.468                                      | 13.016        | 57,93%        | 9.452         | 42,07%        |               |               |
| Griekenland                     | 262.593.752,65                              | 249.532.490,68                              | 669.636,00                                  | 12.391.625,97                               | 49.822                                      | 48.976        | 98,30%        | 846           | 1,70%         |               |               |
| Hongarije                       | 146.964.146,01                              | 140.720.399,12                              | 2.198.895,00                                | 4.044.851,89                                | 30.575                                      | 27.659        | 90,46%        | 2.916         | 9,54%         |               |               |
| Ierland                         | 6.302.562,99                                | 6.172.620,99                                | 54.083,00                                   | 75.859,00                                   | 1.208                                       | 1.184         | 98,01%        | 24            | 1,99%         |               |               |
| IJsland                         | 940.242,10                                  | 932.956,10                                  | 1.836,00                                    | 5.450,00                                    | 175                                         | 173           | 98,86%        | 2             | 1,14%         |               |               |
| Italië                          | 429.175.854,92                              | 407.035.885,72                              | 2.101.755,00                                | 20.038.214,20                               | 82.213                                      | 81.161        | 98,72%        | 1.052         | 1,28%         |               |               |
| Kosovo                          | 235.058.730,81                              | 213.785.215,99                              | 281.111,00                                  | 20.992.403,82                               | 35.207                                      | 35.166        | 99,88%        | 41            | 0,12%         |               |               |
| Kroatië                         | 382.962.837,72                              | 367.520.421,05                              | 930.939,00                                  | 14.511.477,67                               | 71.511                                      | 67.555        | 94,47%        | 3.956         | 5,53%         |               |               |
| Letland                         | 32.541.914,25                               | 31.046.561,25                               | 125.406,00                                  | 1.369.947,00                                | 6.392                                       | 6.079         | 95,10%        | 313           | 4,90%         |               |               |
| Liechtenstein                   | 710.775,76                                  | 695.467,76                                  | 0,00                                        | 15.308,00                                   | 136                                         | 134           | 98,53%        | 2             | 1,47%         |               |               |
| Litouwen                        | 44.266.707,53                               | 42.576.777,53                               | 265.482,00                                  | 1.424.448,00                                | 9.226                                       | 8.396         | 91,00%        | 830           | 9,00%         |               |               |
| Luxemburg                       | 3.048.594,60                                | 2.994.078,60                                | 14.766,00                                   | 39.750,00                                   | 601                                         | 592           | 98,50%        | 9             | 1,50%         |               |               |
| Malta                           | 455.066,84                                  | 439.282,84                                  | 0,00                                        | 15.784,00                                   | 83                                          | 81            | 97,59%        | 2             | 2,41%         |               |               |
| Marokko                         | 102.703.105,77                              | 89.257.457,35                               | 42.299,00                                   | 13.403.349,42                               | 13.238                                      | 13.223        | 99,89%        | 15            | 0,11%         |               |               |
| Noord-Macedonië                 | 115.336.967,57                              | 107.835.996,21                              | 35.217,00                                   | 7.465.754,36                                | 18.633                                      | 18.622        | 99,94%        | 11            | 0,06%         |               |               |
| Montenegro                      | 16.650.891,77                               | 15.504.773,77                               | 3.960,00                                    | 1.142.158,00                                | 2.569                                       | 2.567         | 99,92%        | 2             | 0,08%         |               |               |
| Nederland                       | 81.924.734,05                               | 76.556.180,05                               | 3.046.486,00                                | 2.322.068,00                                | 15.206                                      | 12.628        | 83,05%        | 2.578         | 16,95%        |               |               |
| Noorwegen                       | 3.013.192,32                                | 2.904.180,32                                | 6.040,00                                    | 102.972,00                                  | 528                                         | 520           | 98,48%        | 8             | 1,52%         |               |               |
| Oostenrijk                      | 78.981.230,25                               | 75.787.919,25                               | 2.147.098,00                                | 1.046.213,00                                | 16.633                                      | 15.304        | 92,01%        | 1.329         | 7,99%         |               |               |
| Polen                           | 873.171.311,10                              | 809.804.727,07                              | 39.244.837,00                               | 24.121.747,03                               | 186.623                                     | 130.605       | 69,98%        | 56.018        | 30,02%        |               |               |
| Portugal                        | 97.566.169,02                               | 94.381.584,51                               | 399.384,00                                  | 2.785.200,51                                | 20.031                                      | 19.581        | 97,75%        | 450           | 2,25%         |               |               |
| Roemenië                        | 703.970.545,52                              | 657.562.297,34                              | 9.214.711,00                                | 37.193.537,18                               | 125.253                                     | 121.017       | 96,62%        | 4.236         | 3,38%         |               |               |
| Servië                          | 389.364.131,74                              | 366.113.880,59                              | 96.156,00                                   | 23.154.095,15                               | 59.408                                      | 59.384        | 99,96%        | 24            | 0,04%         |               |               |
| Slowakije                       | 63.058.882,35                               | 59.921.405,89                               | 1.644.263,00                                | 1.493.213,46                                | 11.916                                      | 9.136         | 76,67%        | 2.780         | 23,33%        |               |               |
| Slovenië                        | 20.181.075,31                               | 19.399.715,31                               | 111.677,00                                  | 669.683,00                                  | 3.897                                       | 3.791         | 97,28%        | 106           | 2,72%         |               |               |
| voorm. Sovjet-Unie              | 173.259.547,51                              | 168.323.369,94                              | 119.349,00                                  | 4.816.828,57                                | 35.354                                      | 35.323        | 99,91%        | 31            | 0,09%         |               |               |
| Spanje                          | 139.277.638,65                              | 124.611.454,03                              | 1.075.951,00                                | 13.590.233,62                               | 23.010                                      | 22.351        | 97,14%        | 659           | 2,86%         |               |               |
| Tsjechië                        | 148.339.189,17                              | 103.183.605,22                              | 43.782.590,00                               | 1.372.993,95                                | 28.710                                      | 9.882         | 34,42%        | 18.828        | 65,58%        |               |               |
| Turkije                         | 1.582.147.836,14                            | 1.517.257.527,86                            | 330.545,00                                  | 64.559.763,28                               | 275.491                                     | 275.420       | 99,97%        | 71            | 0,03%         |               |               |
| Tunesië                         | 25.508.641,13                               | 23.517.939,58                               | 80.305,00                                   | 1.910.396,55                                | 4.082                                       | 4.071         | 99,73%        | 11            | 0,27%         |               |               |
| Verenigd Koninkrijk             | 41.376.423,73                               | 39.677.554,73                               | 873.279,00                                  | 825.590,00                                  | 7.866                                       | 7.773         | 98,82%        | 93            | 1,18%         |               |               |
| Verenigde Staten                | 13.868.150,53                               | 12.939.816,53                               | 756.323,00                                  | 172.011,00                                  | 2.688                                       | 2.675         | 99,52%        | 13            | 0,48%         |               |               |
| Zweden                          | 13.687.083,47                               | 13.131.075,47                               | 82.435,00                                   | 473.573,00                                  | 2.247                                       | 2.184         | 97,20%        | 63            | 2,80%         |               |               |
| Zwitserland                     | 15.286.452,83                               | 14.955.830,82                               | 130.834,00                                  | 199.788,01                                  | 3.090                                       | 3.038         | 98,32%        | 52            | 1,68%         |               |               |
| Overige landen                  | 3.567.658.246,40                            | 3.313.111.617,17                            | 8.054.489,00                                | 246.492.140,23                              | 528.544                                     | 528.170       | 99,93%        | 374           | 0,07%         |               |               |
| Totaal                          | 48.894.955.693,67                           |                                             | 47.418.731.215,25                           | 206.815.825,00                              | 1.269.408.653,42                            |               | 9.954.085     | 9.830.204     | 98,76         | 123.881       | 1,24          |

| Staatsburgerschap kinderen | Kinderen   | Kinderen  | Kinderen   | Kinderen   | Kinderen   | Kinderen   | Kinderen | Kinderen         | Kinderen         | Kinderen         | Kinderen         | Kinderen          | Kinderen         | Kinderen         |
| Staatsburgerschap kinderen | Totaal     |           | Woonplaats | Woonplaats | Woonplaats | Woonplaats |          | Aanspraak o.b.v. | Aanspraak o.b.v. | Aanspraak o.b.v. | Aanspraak o.b.v. | Aanspraak o.b.v.  | Aanspraak o.b.v. | Aanspraak o.b.v. |
| Staatsburgerschap kinderen | Totaal     | Duitsland | Duitsland  | Buitenland | Buitenland | 1e kind    | 2e kind  | 3e kind          | 4e kind          | 5e kind          | 6e kind          | volgende kinderen |                  |                  |
| Staatsburgerschap kinderen | Aantal     | Aantal    | in %       | Aantal     | in %       | 1e kind    | 2e kind  | 3e kind          | 4e kind          | 5e kind          | 6e kind          | volgende kinderen |                  |                  |
| -------------------------- | ---------- | --------- | ---------- | ---------- | ---------- | ---------- | -------- | ---------------- | ---------------- | ---------------- | ---------------- | ----------------- | ---------------- | ---------------- |
| Duitsland                  | 13.296.228 |           | 13.259.995 | 99,73%     | 36.233     | 0,27%      |          | 8.090.320        | 3.949.983        | 960.774          | 213.572          | 53.416            | 16.867           | 11.296           |
| Algerije                   | 3.824      | 3.792     | 99,16%     | 32         | 0,84%      | 1.700      | 1.177    | 614              | 248              | 63               | 19               | 3                 |                  |                  |
| België                     | 5.442      | 4.269     | 78,45%     | 1.173      | 21,55%     | 3.057      | 1.663    | 519              | 137              | 42               | 15               | 9                 |                  |                  |
| Bosnië en Herzegovina      | 59.757     | 59.031    | 98,79%     | 726        | 1,21%      | 34.507     | 18.840   | 4.682            | 1.153            | 354              | 138              | 83                |                  |                  |
| Bulgarije                  | 114.096    | 104.835   | 91,88%     | 9.261      | 8,12%      | 66.671     | 36.228   | 9.032            | 1.691            | 357              | 83               | 34                |                  |                  |
| Canada                     | 892        | 886       | 99,33%     | 6          | 0,67%      | 529        | 280      | 67               | 11               | *                | *                | *                 |                  |                  |
| Cyprus                     | 274        | 266       | 97,08%     | 8          | 2,92%      | 164        | 81       | 19               | 7                | 3                | 0                | 0                 |                  |                  |
| Denemarken                 | 2.975      | 2.645     | 88,91%     | 330        | 11,09%     | 1.684      | 966      | 250              | 57               | 14               | *                | *                 |                  |                  |
| Estland                    | 1.738      | 1.661     | 95,57%     | 77         | 4,43%      | 1.060      | 522      | 123              | 24               | *                | *                | *                 |                  |                  |
| Finland                    | 2.180      | 2.099     | 96,28%     | 81         | 3,72%      | 1.246      | 717      | 179              | 33               | *                | *                | *                 |                  |                  |
| Frankrijk                  | 38.474     | 23.008    | 59,80%     | 15.466     | 40,20%     | 22.410     | 12.051   | 3.070            | 693              | 175              | 53               | 22                |                  |                  |
| Griekenland                | 84.417     | 79.482    | 94,15%     | 4.935      | 5,85%      | 49.724     | 26.201   | 6.687            | 1.411            | 302              | 64               | 28                |                  |                  |
| Hongarije                  | 48.391     | 38.041    | 78,61%     | 10.350     | 21,39%     | 30.536     | 13.963   | 3.181            | 553              | 120              | 27               | 11                |                  |                  |
| Ierland                    | 2.138      | 2.074     | 97,01%     | 64         | 2,99%      | 1.205      | 688      | 195              | 32               | 10               | 4                | 4                 |                  |                  |
| IJsland                    | 311        | 307       | 98,71%     | 4          | 1,29%      | 174        | 101      | 29               | *                | *                | *                | *                 |                  |                  |
| Italië                     | 139.242    | 135.591   | 97,38%     | 3.651      | 2,62%      | 81.903     | 42.378   | 11.642           | 2.522            | 555              | 149              | 93                |                  |                  |
| Kosovo                     | 76.144     | 75.043    | 98,55%     | 1.101      | 1,45%      | 35.028     | 24.891   | 11.771           | 3.344            | 816              | 216              | 78                |                  |                  |
| Kroatië                    | 125.255    | 103.391   | 82,54%     | 21.864     | 17,46%     | 71.343     | 39.412   | 11.207           | 2.432            | 604              | 162              | 95                |                  |                  |
| Letland                    | 10.637     | 9.514     | 89,44%     | 1.123      | 10,56%     | 6.370      | 3.152    | 891              | 173              | 40               | 8                | 3                 |                  |                  |
| Liechtenstein              | 229        | 225       | 98,25%     | 4          | 1,75%      | 135        | 68       | 18               | 4                | *                | *                | *                 |                  |                  |
| Litouwen                   | 14.718     | 12.254    | 83,26%     | 2.464      | 16,74%     | 9.207      | 4.339    | 960              | 171              | 30               | 8                | 3                 |                  |                  |
| Luxemburg                  | 989        | 972       | 98,28%     | 17         | 1,72%      | 595        | 295      | 76               | 18               | *                | *                | *                 |                  |                  |
| Malta                      | 156        | 153       | 98,08%     | 3          | 1,92%      | 82         | 42       | 19               | 9                | *                | *                | *                 |                  |                  |
| Marokko                    | 30.537     | 30.454    | 99,73%     | 83         | 0,27%      | 13.171     | 9.273    | 5.275            | 2.129            | 530              | 122              | 37                |                  |                  |
| Noord-Macedonië            | 37.109     | 37.072    | 99,90%     | 37         | 0,10%      | 18.572     | 11.999   | 4.844            | 1.277            | 322              | 71               | 24                |                  |                  |
| Montenegro                 | 5.524      | 5.392     | 97,61%     | 132        | 2,39%      | 2.550      | 1.717    | 800              | 290              | 107              | 33               | 27                |                  |                  |
| Nederland                  | 28.379     | 23.201    | 81,75%     | 5.178      | 18,25%     | 15.145     | 8.986    | 3.047            | 856              | 225              | 77               | 43                |                  |                  |
| Noorwegen                  | 988        | 969       | 98,08%     | 19         | 1,92%      | 524        | 319      | 106              | 29               | 7                | 3                | 0                 |                  |                  |
| Oostenrijk                 | 27.590     | 25.393    | 92,04%     | 2.197      | 7,96%      | 16.559     | 8.320    | 2.122            | 461              | 96               | 21               | 11                |                  |                  |
| Polen                      | 305.823    | 171.892   | 56,21%     | 133.931    | 43,79%     | 186.338    | 93.073   | 21.371           | 3.934            | 826              | 191              | 90                |                  |                  |
| Portugal                   | 32.121     | 30.378    | 94,57%     | 1.743      | 5,43%      | 19.958     | 9.377    | 2.204            | 454              | 100              | 18               | 10                |                  |                  |
| Roemenië                   | 212.153    | 180.676   | 85,16%     | 31.477     | 14,84%     | 125.109    | 60.654   | 16.482           | 5.559            | 2.287            | 1.031            | 1.031             |                  |                  |
| Servië                     | 123.689    | 123.143   | 99,56%     | 546        | 0,44%      | 59.166     | 37.353   | 17.619           | 6.427            | 2.158            | 650              | 316               |                  |                  |
| Slowakije                  | 20.677     | 13.341    | 64,52%     | 7.336      | 35,48%     | 11.874     | 6.324    | 1.816            | 462              | 139              | 39               | 23                |                  |                  |
| Slovenië                   | 6.646      | 6.224     | 93,65%     | 422        | 6,35%      | 3.882      | 2.032    | 546              | 136              | 37               | 7                | 6                 |                  |                  |
| voorm. Sovjet-Unie         | 57.668     | 57.583    | 99,85%     | 85         | 0,15%      | 35.250     | 16.463   | 4.315            | 1.122            | 339              | 103              | 76                |                  |                  |
| Spanje                     | 42.861     | 41.289    | 96,33%     | 1.572      | 3,67%      | 22.940     | 12.875   | 4.651            | 1.705            | 488              | 132              | 70                |                  |                  |
| Tsjechië                   | 47.441     | 15.516    | 32,71%     | 31.925     | 67,29%     | 28.599     | 14.656   | 3.246            | 685              | 175              | 48               | 32                |                  |                  |
| Turkije                    | 514.207    | 513.372   | 99,84%     | 835        | 0,16%      | 274.780    | 158.977  | 60.509           | 15.544           | 3.392            | 746              | 259               |                  |                  |
| Tunesië                    | 8.175      | 8.118     | 99,30%     | 57         | 0,70%      | 4.049      | 2.553    | 1.131            | 332              | 90               | 17               | 3                 |                  |                  |
| Verenigd Koninkrijk        | 13.521     | 13.228    | 97,83%     | 293        | 2,17%      | 7.822      | 4.211    | 1.133            | 268              | 60               | 19               | 8                 |                  |                  |
| Verenigde Staten           | 4.576      | 4.541     | 99,24%     | 35         | 0,76%      | 2.672      | 1.403    | 387              | 88               | 19               | *                | *                 |                  |                  |
| Zweden                     | 4.483      | 4.346     | 96,94%     | 137        | 3,06%      | 2.237      | 1.430    | 563              | 172              | 59               | 19               | 3                 |                  |                  |
| Zwitserland                | 5.265      | 5.139     | 97,61%     | 126        | 2,39%      | 3.071      | 1.599    | 440              | 112              | 29               | 10               | 4                 |                  |                  |
| Overige landen             | 1.131.817  | 1.130.639 | 99,90%     | 1.178      | 0,10%      | 527.023    | 333.908  | 163.265          | 69.091           | 25.305           | 8.747            | 4.478             |                  |                  |
| Totaal                     | 16.689.757 |           | 16.361.440 | 98,03%     | 328.317    | 1,97%      |          | 9.890.941        | 4.975.540        | 1.341.877        | 339.434          | 93.712            | 29.932           | 18.321           |